# Ranina

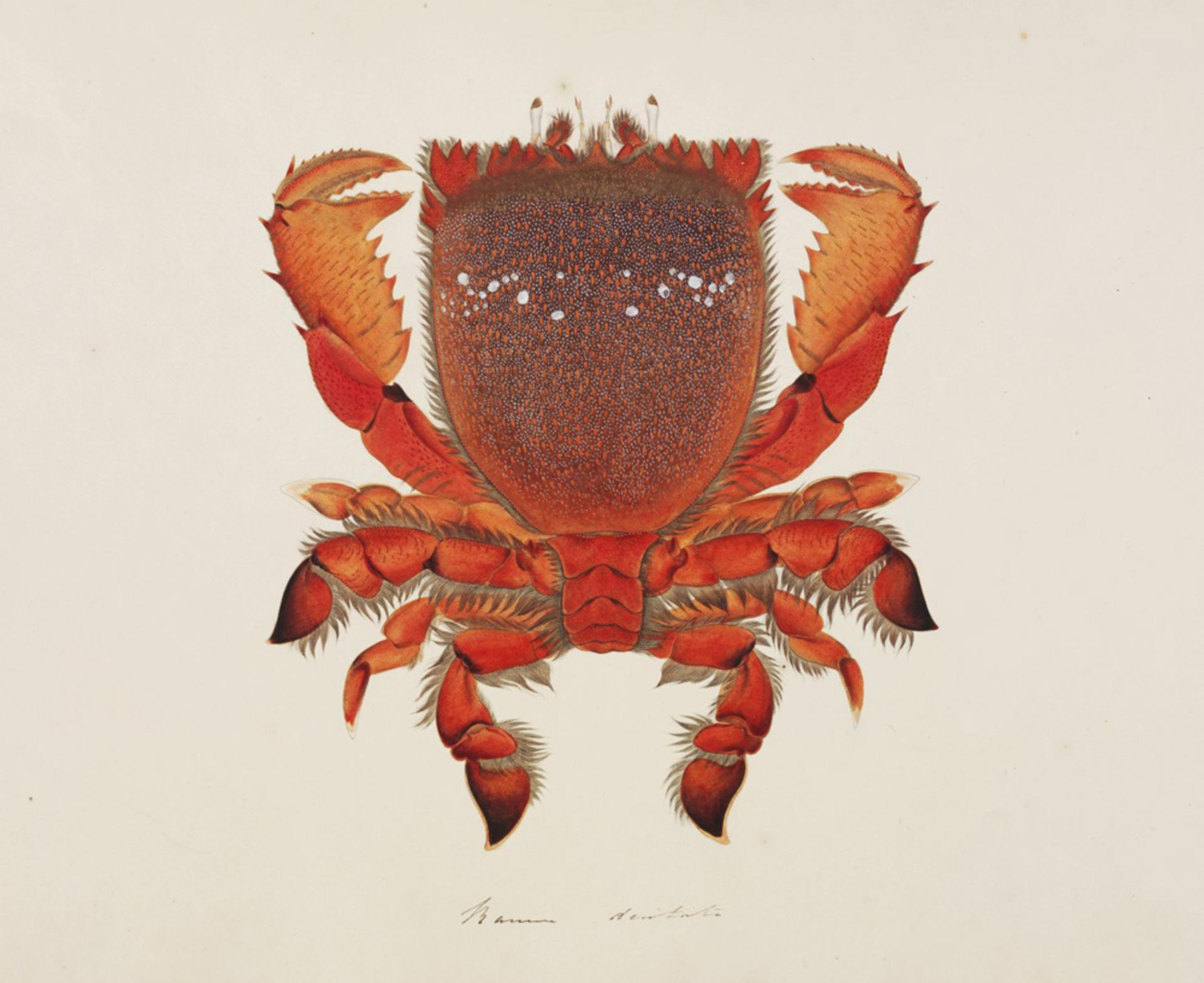
Ranina ranina, рис. Kawahara Keiga, 1823—1829.

Ranina (лат.) — род десятиногих крабов семейства Raninidae из инфраотряда Brachyura.

## Распространение
Современный вид Ranina ranina встречается в тропических и субтропических водах Индийского и Тихого океанов.

## Описание
Размер современного вида Ranina ranina около 15 см, он ведёт ночной образ жизни на прибрежных песках на глубинах от 10 до 100 м.

## Классификация
Один современный и более десятка ископаемых видов. Вымершие таксоны были найдены в отложениях США, Мексики, Италии, Турции и Австралии. Исторический промежуток остатков охватывает период от палеогена до сегодняшних дней (от 48,6 млн лет).
Род был впервые описан в 1801 году французским натуралистом Жаном Батистом Ламарком. Включён в состав семейства Raninidae
- † Ranina americana  Withers, 1924
- † Ranina berglundi  Squires and Demetrion, 1992
- † Ranina bouilleana  Milne-Edwards, 1872
- † Ranina brevispina  Lorenthey, 1898
- † Ranina burleighensis  Holland and Cvancara, 1958
- † Ranina cuspidata  Guppy, 1909
- † Ranina elegans  Rathbun, 1945
- † Ranina granulosa  Milne-Edwards, 1872
- † Ranina haszlinskyi  Reuss, 1859
- † Ranina hirsuta  Schafhautl, 1863
- † Ranina lamiensis  Rathbun, 1945
- † Ranina molengraaffi  Van Straelen, 1924
- † Ranina oblonga  Munster, 1840
- † Ranina palmea  Sismonda, 1846
- † Ranina porifera  Woodward, 1866
- † Ranina propinqua  Ristori, 1891
- † Ranina quinquespinosa  Rathbun, 1945
- Ranina ranina  Linnaeus, 1758
- † Ranina speciosa  Munster, 1840
- † Ranina tejoniana  Rathbun, 1926